# 마린 칠리치
마린 칠리치(크로아티아어: Marin Čilić, 1988년 9월 28일~)는 크로아티아의 남자 프로 테니스 선수이다. 2014년 US 오픈 단식에서 우승하였으며, 2017년 7월까지 ATP 대회 단식에서 17회 우승했다. 생애 최고 랭킹은 2016년 11월 21일 달성한 6위이다. 칠리치는 2009년 US 오픈 4회전에서 당시 세계랭킹 2위였던 앤디 머레이를 꺾으면서 세간의 주목을 받기 시작했다. 이듬해인 2010년 호주 오픈에서는 준결승까지 진출했으며 2017년 윔블던과 2018년 호주 오픈에서는 결승에 진출했다.
칠리치는 어린 나이 때부터 커리어를 쌓기 시작했다. 그가 어린 시절 동네에서 테니스 치는 것을 보고 잠재력을 알아 본 몇몇 코치들이 그로 하여금 자그레브에서 더 수준 높은 훈련을 받을 것을 권했다. 칠리치는 곧 크로아티아의 유명한 테니스 선수였던 고란 이바니셰비치와 친구가 되었으며 이바니셰비치는 그에게 밥 브레트(Bob Brett) 코치를 소개시켜 주었다. 칠리치는 2005년 프로로 전향하였다.

## 통산 전적

### 그랜드 슬램 결승

#### 단식: 3 (우승 1, 준우승 2)
| 결과   | 연도 | 대회      | 코트 | 결승 상대     | 스코어                       |
| ------ | ---- | --------- | ---- | ------------- | ---------------------------- |
| 우승   | 2014 | US 오픈   | 하드 | 니시코리 케이 | 6–3, 6–3, 6–3                |
| 준우승 | 2017 | 윔블던    | 잔디 | 로저 페더러   | 3–6, 1–6, 4–6                |
| 준우승 | 2018 | 호주 오픈 | 하드 | 로저 페더러   | 2–6, 7–6(7–5), 3–6, 6–3, 1–6 |

### 그랜드 슬램 단식 성적 연대표
| 대회             | 2007  | 2008  | 2009  | 2010  | 2011  | 2012  | 2013  | 2014  | 2015  | 2016  | 2017   | 2018   | 승-패  | 승률   |
| ---------------- | ----- | ----- | ----- | ----- | ----- | ----- | ----- | ----- | ----- | ----- | ------ | ------ | ------ | ------ |
| 그랜드 슬램 대회 |       |       |       |       |       |       |       |       |       |       |        |        |        |        |
| 호주 오픈        | 1회전 | 4회전 | 4회전 | 4강   | 4회전 | 불참  | 3회전 | 2회전 | 불참  | 3회전 | 2회전  | 준우승 | 26–10  | 72.22% |
| 프랑스 오픈      | 1회전 | 2회전 | 4회전 | 4회전 | 1회전 | 3회전 | 3회전 | 3회전 | 4회전 | 1회전 | 8강    |        | 20–11  | 64.52% |
| 윔블던           | 1회전 | 4회전 | 3회전 | 1회전 | 1회전 | 4회전 | 2회전 | 8강   | 8강   | 8강   | 준우승 |        | 27–10  | 72.92% |
| US 오픈          | 불참  | 3회전 | 8강   | 2회전 | 3회전 | 8강   | 불참  | 우승  | 4강   | 3회전 | 3회전  |        | 29–8   | 78.38% |
| 승-패            | 0–3   | 9–4   | 12–4  | 9–4   | 5–4   | 9–3   | 5–3   | 14–3  | 12–3  | 8–4   | 13–4   | 6–1    | 102–39 | 72.34% |